# Shāh Taqī
Shāh Taqī (persiska: شاه تقی) är en ort i Iran.   Den ligger i provinsen Khorasan, i den nordöstra delen av landet, 700 km öster om huvudstaden Teheran. Shāh Taqī ligger 1 414 meter över havet och antalet invånare är 675.
Terrängen runt Shāh Taqī är platt åt sydost, men åt nordväst är den kuperad.Runt Shāh Taqī är det ganska tätbefolkat, med 185 invånare per kvadratkilometer. Närmaste större samhälle är Molkābād, 14,1 km öster om Shāh Taqī. Omgivningarna runt Shāh Taqī är i huvudsak ett öppet busklandskap.